# Clastoptera flaviceps
Clastoptera flaviceps är en insektsart som beskrevs av Melichar 1915. Clastoptera flaviceps ingår i släktet Clastoptera och familjen Clastopteridae. Inga underarter finns listade i Catalogue of Life.